# 233丁目駅
233丁目駅（233ちょうめえき、英: 233rd Street）はニューヨーク市地下鉄IRTホワイト・プレーンズ・ロード線の駅である。ブロンクス区ウェイクフィールドの233丁目とホワイト・プレーンズ・ロードの交差点に位置し、2系統が終日、5系統がラッシュ時混雑方向へ向かう一部列車が停車する。

## 駅構造
| P ホーム階 | 相対式ホーム、右側扉が開く | 相対式ホーム、右側扉が開く |
| P ホーム階 | 南行緩行線                 | ← フラットブッシュ・アベニュー-ブルックリン・カレッジ駅行き（225丁目駅） ← 朝ラッシュ時：フラットブッシュ・アベニュー-ブルックリン・カレッジ駅行き（225丁目駅） |
| P ホーム階 | 混雑方向急行線             | → 定期列車なし |
| P ホーム階 | 北行緩行線                 | → ウェイクフィールド-241丁目駅行き（ネレイド・アベニュー駅）→ 夕ラッシュ時：ネレイド・アベニュー駅行き（終点）→                                                 |
| P ホーム階 | 相対式ホーム、右側扉が開く | |
| M          | 改札階                     | 改札口、駅員詰所、メトロカード自動券売機 |
| G          | 地上階                     | 出入口 (ホワイト・プレーンズ・ロード-233丁目交差点北西にエレベーター)                                                                                           |

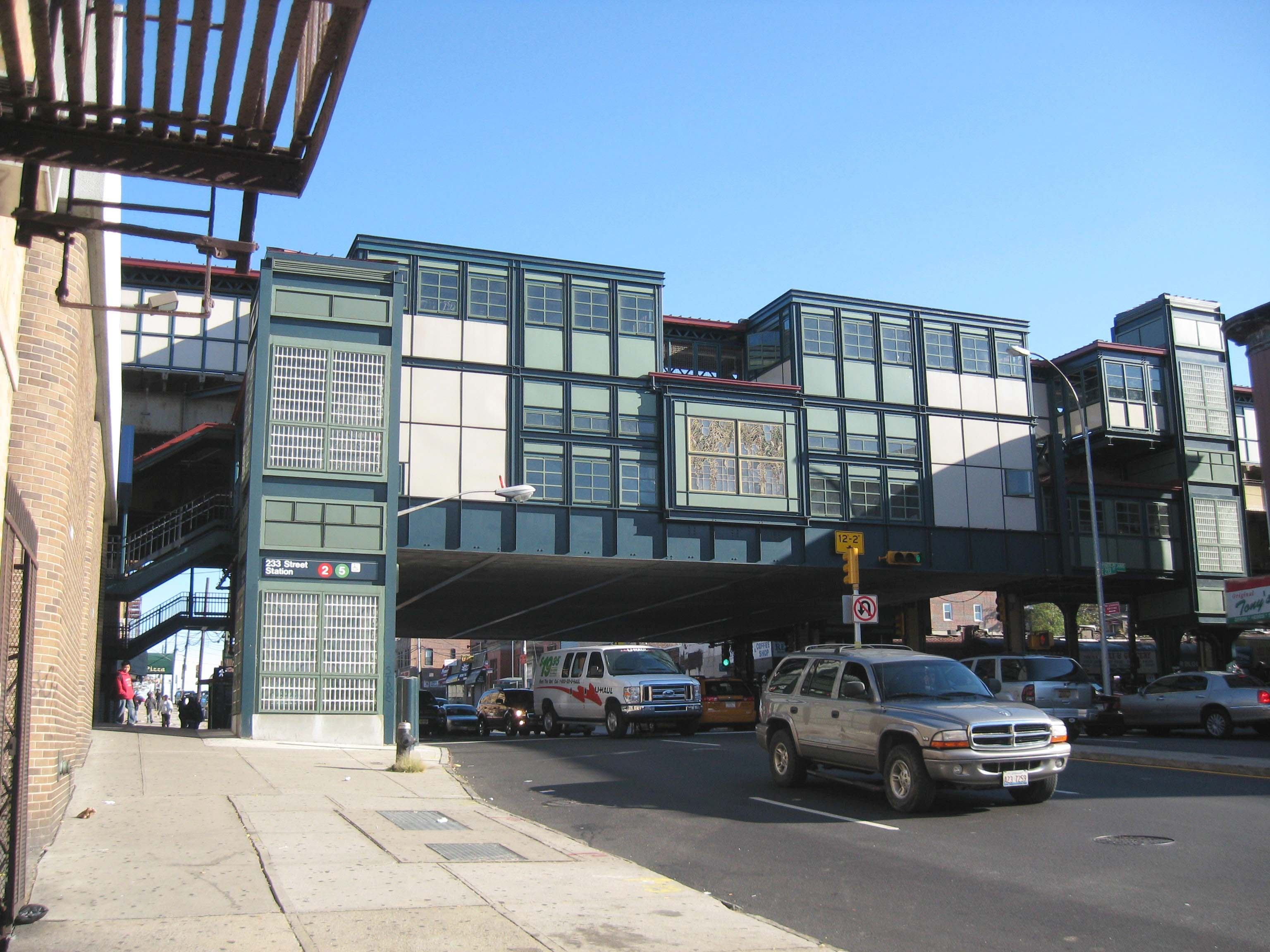
西から見た駅

駅は1917年3月31日にIRTホワイト・プレーンズ・ロード線の東219丁目駅（現在の219丁目駅）- 東238丁目駅（現在のネレイド・アベニュー駅）間の延伸開業と共に東233丁目駅 (East 233rd Street) として開業した。駅は緩行線2線と急行線1線、相対式ホーム2面を有した高架駅で、中央の急行線にはホームが無く定期旅客列車の通過は無い。どちらのホームにも赤い屋根がありホーム端には黄色の点字ブロックがある。これらは2006年の改装工事中に設置された。また、ホーム両端には外壁がなく黒のスチール製のフェンスが設置されている。駅名標は黒地に白のニューヨーク市地下鉄標準の物が設置されている。
2006年にはSkowmon Hastananにより製作されたアートワーク、『Secret Garden: There's No Place Like Home』が設置されている。これはホーム壁面のステンドグラスと植物、果物、木などを描いた駅舎から構成されておりニューヨーク植物園をモデルにしている。

### 出口
駅にはホームの下に改札階があり各ホームからそれぞれ2つの階段と1機のエレベーターが接続している。改札階には回転式改札機と退場専用の回転式改札機2機、きっぷ売り場、地上への階段2つ、地上へのエレベーター1機があり、階段1つとエレベーター1機が233丁目とホワイト・プレーンズ・ロードの交差点北西に、階段1つが同交差点南東に降りている。